# Live in Europe (Flying Colors)

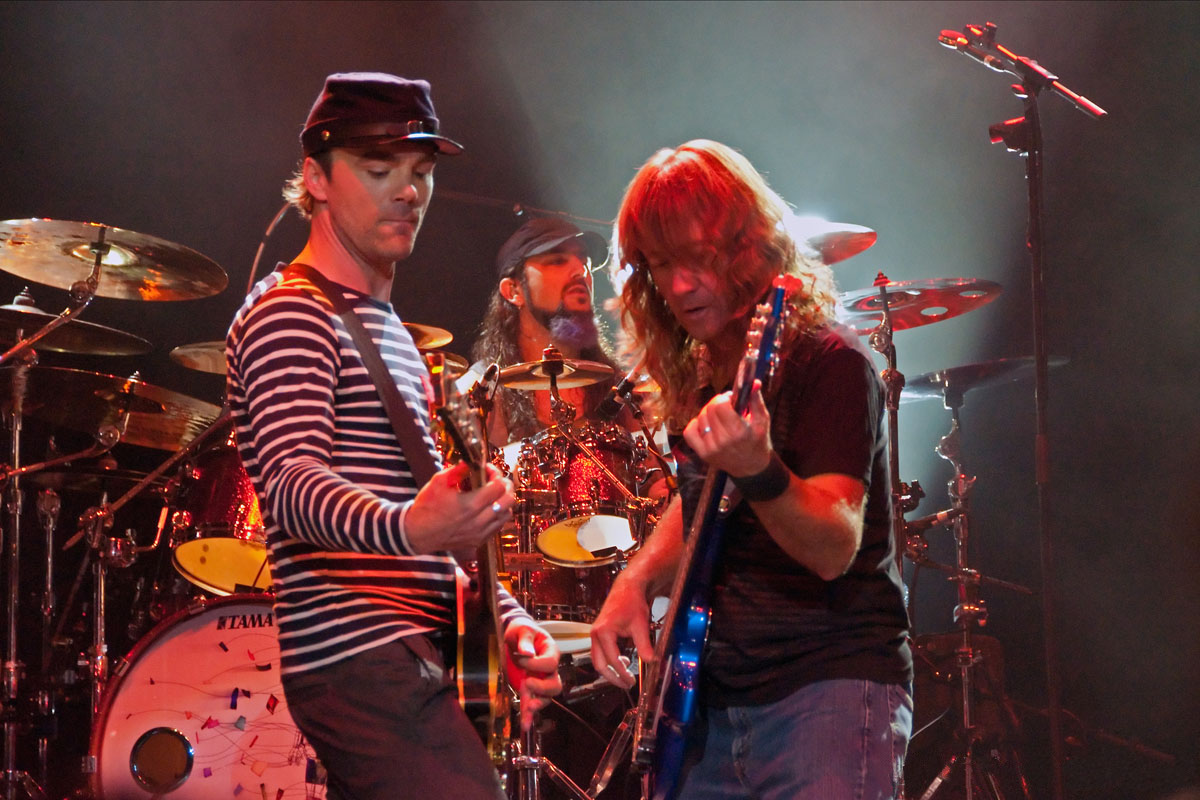
Flying Colors aan het werk tijdens het concert

Live in Europe is een studioalbum van Flying Colors. Het album verscheen op dvd, dubbel-compact disc en een tot 1000 exemplaren beperkt uitgebrachte driedubbele langspeelplaat. De LP- en dvd-versie bevat in Deep Purples Space trucking een bonus track, tevens hidden track. De band gebruikte dat nummer als soundcheck en bij onvoldoende repertoire ook als toegift.
Die band verzorgde een aantal promotieconcerten in de Verenigde Staten en Europa ter promotie van hun debuutalbum Flying colors. Het eerste concert in Europa vond plaats in 013 te Tilburg. Neal Morse kende die zaal goed want hij trad er op met Spock's Beard, Transatlantic, als soloartiest en in 2012 dus met Flying Colors. De band had ten tijde van het optreden nog onvoldoende eigen repertoire om een avondvullend concert te geven en putte daarom uit het verleden van de afzonderlijke bandleden.
De meningen omtrent dit album binnen progressieve rock liepen sterk uiteen van teleurstelling tot schitterend. Het album haalde vrijwel nergens een notering in albumlijsten.

## Musici
- Casey McPherson – zang, slaggitaar
- Mike Portnoy – slagwerk, zang
- Steve Morse – gitaar
- Dave LaRue – basgitaar
- Neal Morse – toetsinstrumenten, zang

## Muziek
| Nr. | Titel                                                      | Duur |
| --- | ---------------------------------------------------------- | ---- |
| 1.  | Blue ocean (origineel van Flying colors)                   | 7;29 |
| 2.  | Shoulda coulda woulda (origineel van Flying colors)        | 6:05 |
| 3.  | Love is what I’m waiting for (origineel van Flying colors) | 5:21 |
| 4.  | Can’t find a way (origineel van Endochine)                 | 6:02 |
| 5.  | The storm (origineel van Flying colors)                    | 6:02 |
| 6.  | Odyssey (origineel van Dixie Dregs)                        | 6:52 |
| 7.  | Forever in a daze (origineel van Flying colors)            | 4:28 |
| 8.  | Hallelujah (origineel van Leonard Cohen)                   | 5:18 |
| 9.  | Better than walking away (origineel van Flying colors)     | 5:02 |

| Nr. | Titel                                            | Duur  |
| --- | ------------------------------------------------ | ----- |
| 1.  | Kayla (origineel van Flying colors)              | 7:05  |
| 2.  | Fool in my heart (origineel van Flying colors)   | 3:46  |
| 3.  | Spur of the moment (bassolo van LaRue)           | 1:25  |
| 4.  | Repentance (origineel van Dream Theater)         | 5:06  |
| 5.  | June (origineel van Spock’s Beard)               | 5:58  |
| 6.  | All falls down (origineel van Flying colors)     | 3:54  |
| 7.  | Everything changes (origineel van Flying colors) | 8:04  |
| 8.  | Infinite fire (origineel van Flying colors)      | 12:17 |